# Cervonohirka, Ciornobai
Cervonohirka (în ucraineană Червоногірка) este un sat în comuna Irkliiv din raionul Ciornobai, regiunea Cerkasî, Ucraina.

## Demografie
Componența lingvistică a localității Cervonohirka
     Ucraineană (98,54%)
     Rusă (1,46%)
Conform recensământului din 2001, majoritatea populației localității Cervonohirka era vorbitoare de ucraineană (98,54%), existând în minoritate și vorbitori de rusă (1,46%).